# 400 meter häck för herrar i friidrott vid olympiska sommarspelen 2008
Herrarnas 400 meter häck i Olympiska sommarspelen 2008 ägde rum 16 - 18 augusti i Pekings Nationalstadion.
Kvalificeringsstandarden var 49,20 s (A standard) och 49,50 s (B standard). 

## Medaljörer
| Event          | Guld              | Guld  | Silver             | Silver | Brons                | Brons |
| 400 meter häck | Angelo Taylor USA | 47,25 | Kerron Clement USA | 47,98  | Bershawn Jackson USA | 48,06 |

## Rekord
Före tävlingarna gällde dessa rekord:
| Världsrekord     | Kevin Young | 46,78 s | Barcelona, Spanien | 6 augusti 1992 |
| Olympiskt rekord | Kevin Young | 46,78 s | Barcelona, Spanien | 6 augusti 1992 |

## Resultat
- Q innebär avancemang utifrån placering i heatet.
- q innebär avancemang utifrån total placering.
- DNS innebär att personen inte startade.
- DNF innebär att personen inte fullföljde.
- DQ innebär diskvalificering.
- NR innebär nationellt rekord.
- OR innebär olympiskt rekord.
- WR innebär världsrekord.
- WJR innebär världsrekord för juniorer
- AR innebär världsdelsrekord (area record)
- PB innebär personligt rekord.
- SB innebär säsongsbästa.

### Försöksheat
| Placering | Heat | Idrottare            | Nationalitet            | Tid   | Noteringar |
| --------- | ---- | -------------------- | ----------------------- | ----- | ---------- |
| 1         | 3    | Markino Buckley      | Jamaica                 | 48,65 | Q, PB      |
| 2         | 2    | Angelo Taylor        | USA                     | 48.67 | Q          |
| 3         | 2    | Danny McFarlane      | Jamaica                 | 48.86 | Q          |
| 3         | 3    | L.J. van Zyl         | Sydafrika               | 48.86 | Q          |
| 5         | 2    | Alwyn Myburgh        | Sydafrika               | 48.92 | Q, SB      |
| 6         | 2    | Bayano Kamani        | Panama                  | 49.05 | q, SB      |
| 7         | 3    | Marek Plawgo         | Polen                   | 49.17 | Q          |
| 8         | 2    | Aleksandr Derevjagin | Ryssland                | 49.19 | q          |
| 9         | 1    | Bershawn Jackson     | USA                     | 49.20 | Q          |
| 10        | 1    | Pieter de Villiers   | Sydafrika               | 49.24 | Q          |
| 11        | 4    | Kerron Clement       | USA                     | 49.42 | Q          |
| 12        | 1    | Mahau Suguimati      | Brasilien               | 49.45 | Q          |
| 13        | 4    | Periklis Iakovakis   | Grekland                | 49.50 | Q          |
| 14        | 4    | Isa Phillips         | Jamaica                 | 49.55 | Q          |
| 15        | 3    | Javier Culson        | Puerto Rico             | 49.60 | q          |
| 16        | 1    | Jonathan Williams    | Belize                  | 49.61 | q          |
| 17        | 1    | Kenji Narisako       | Japan                   | 49.63 |            |
| 18        | 3    | Meng Yan             | Kina                    | 49.73 | SB         |
| 19        | 4    | Dai Tamesue          | Japan                   | 49.82 |            |
| 20        | 1    | Edivaldo Monteiro    | Portugal                | 49.89 | SB         |
| 21        | 2    | Ibrahima Maiga       | Mali                    | 50.57 |            |
| 22        | 4    | Félix Sánchez        | Dominikanska republiken | 51.10 |            |
| 23        | 4    | Mowen Boino          | Papua Nya Guinea        | 51.47 | SB         |
| 23        | 3    | Aleksej Pogorelov    | Kirgizistan             | 51.47 |            |
| 25        | 1    | Harouna Garba        | Niger                   | 55.14 |            |
| 99.99     | 4    | Jevgenij Melesjenko  | Kazakstan               | DNF   |            |

### Semifinaler

#### Semifinal 1
| Placering | Idrottare            | Nationalitet | Tid   | Noteringar |
| --------- | -------------------- | ------------ | ----- | ---------- |
| 1         | Angelo Taylor        | USA          | 47,94 | Q          |
| 2         | Bershawn Jackson     | USA          | 48.02 | Q          |
| 3         | L.J van Zyl          | Sydafrika    | 48.57 | Q          |
| 4         | Marek Plawgo         | Polen        | 48.75 | Q          |
| 5         | Isa Phillips         | Jamaica      | 48.85 |            |
| 6         | Aleksandr Derevjagin | Ryssland     | 49.23 |            |
| 7         | Pieter de Villiers   | Sydafrika    | 49.44 |            |
| 8         | Javier Culson        | Puerto Rico  | 49.85 |            |

#### Semifinal 2
| Placering | Idrottare          | Nationalitet | Tid   | Noteringar |
| --------- | ------------------ | ------------ | ----- | ---------- |
| 1         | Kerron Clement     | USA          | 48,27 | Q          |
| 2         | Danny McFarlane    | Jamaica      | 48.33 | Q          |
| 3         | Markino Buckley    | Jamaica      | 48.50 | Q          |
| 4         | Periklis Iakovakis | Grekland     | 48.69 | Q          |
| 5         | Alwyn Myburgh      | Sydafrika    | 49.16 |            |
| 6         | Jonathan Williams  | Belize       | 49.64 |            |
| 7         | Mahau Suguimati    | Brasilien    | 50.16 |            |
| 8         | Bayano Kamani      | Panama       | 50.48 |            |

### Final
| Placering | Idrottare          | Nationalitet | Tid   | Noteringar |
| --------- | ------------------ | ------------ | ----- | ---------- |
| 1         | Angelo Taylor      | USA          | 47,25 | PB         |
| 2         | Kerron Clement     | USA          | 47,88 |            |
| 3         | Bershawn Jackson   | USA          | 47,96 |            |
| 4         | Danny McFarlane    | Jamaica      | 48,20 | SB         |
| 5         | L.J van Zyl        | Sydafrika    | 48,32 |            |
| 6         | Marek Plawgo       | Polen        | 48,42 | SB         |
| 7         | Markino Buckley    | Jamaica      | 48,50 |            |
| 8         | Periklis Iakovakis | Grekland     | 49,86 |            |